# ماکسیم گورکی (شهرستان آرخانگلسکی، باشقیرستان)
ماکسیم گورکی (به لاتین: Maxim Gorky) یک منطقهٔ مسکونی در روسیه است که در باشقیرستان واقع شده‌است.